# Platyrhinoidis triseriata
Platyrhinoidis triseriata ist ein Rochen aus der Familie der Dornrücken-Gitarrenrochen
(Platyrhinidae). Er lebt an der Küste des östlichen Pazifik von San Francisco bis zum Golf von Mexiko.

## Merkmale
Platyrhinoidis triseriata wird maximal 91 Zentimeter lang. Seine Körperscheibe ist rund. Der kräftige Schwanz trägt zwei Rücken- und eine Schwanzflosse. Rücken und Schwanz tragen drei Reihen von großen, höckrigen Dornen. Die Tiere sind oberseits braun, braungrau oder olivbraun, die Unterseite ist weiß oder cremefarben. Platyrhinoidis triseriata besitzt ampulläre Elektrorezeptoren.

## Lebensweise
Platyrhinoidis triseriata lebt einzeln oder in kleinen Gruppen küstennah in flachem Wasser normalerweise von der Wasseroberfläche bis in einer Tiefe von 50 Metern. Bevorzugtes Habitat sind feinsandige und schlammige Meeresböden und Tangfelder. In schlammigen Buchten ist er zeitweise häufig. Oft vergräbt er sich in den Boden. Platyrhinoidis triseriata ernährt sich von bodenbewohnenden Krebstieren, Weichtieren und Würmern. Er ist ovovivipar und gebärt pro Wurf 1 bis 15 Jungrochen.